# Shawn Levy
Shawn Adam Levy (n. 23 iulie 1968, Montréal, provincia Québec, Canada) este un regizor de film, producător de film și actor canadian. A regizat filme ca O minciună gogonată (2002), Pantera Roz (2006), O noapte la muzeu (2006), O noapte la muzeu 2 (2009), Eliberează-l pe Guy (2021) sau  Proiectul Adam (2022). În 2016, a produs filmul Primul Contact care a fost nominalizat la Premiul Oscar pentru cea mai bună imagine.

## Filmografie
Filme regizate
- O mamă pentru Lily (1997)
- Jett Jackson: The Movie (2001)
- O minciună gogonată (2002)
- Tineri însurăței (2003)
- Cu duzina e mai ieftin! (2003)
- Pantera Roz (2006)
- O noapte la muzeu (2006)
- O noapte la muzeu 2 (2009)
- Întâlnire cu surprize (2010)
- Pumni de oțel (2011)
- Stagiarii (2013)
- O săptămână nebună (2014)
- O noapte la muzeu: Secretul faraonului (2014)
- Eliberează-l pe Guy (2021)
- Proiectul Adam (2022)